# Jeymmy Paola Vargas Gómez
Jeymmy Paola Vargas Gómez (Cartagena das Índias, 16 de junho de 1983) é uma modelo, atriz e rainha de beleza da Colômbia que venceu o concurso de Miss Internacional 2004, realizado em Pequim, na China.
Ela foi a primeira miss de pele escura (negra ou mulata) a vencer o Miss Internacional e a terceira de seu país a levar esta coroa.

## Biografia
Jeymmy morava num bairro popular em Cartagena das Índias, mas mudou-se para Bogotá após ser coroada Miss Internacional. "Como filha única, tomei a decisão de trabalhar como modelo em Bogotá para ajudar meus pais economicamente", revelou em 2013 ao El Universal.
Em Bogotá, através da  agência Stock Models, ela iniciou sua carreira de modelo e também como atriz, tendo seu primeiro papel sido em Los Victorinos.
Estudou "atuação" por dois anos, é casada e tem um filho.

## Participação em concursos de beleza
Ao todo, ela venceu sete concursos de beleza e sobre isto declarou ao El Universal em setembro de 2013: "nunca pensei que algo assim fosse acontecer, porque nunca busquei por isto e tampouco me esforcei muito".

### Miss Colômbia
Em 2003, Jeymmy começou ganhando o Reina de La Independencia e depois foi Señorita Cartagena, ganhando com isto a chance de participar do Miss Colômbia (Señorita Colômbia) 2003, onde ficou em segundo lugar e recebeu a faixa de Señorita Colombia Internacional.

### Miss Internacional
Com o título oficial de Señorita Colombia Internacional, Jeymmy viajou para Pequim, na China, e no dia 16 de outubro de 2004 derrotou outras 57 concorrentes para levar a coroa de Miss Internacional 2004.

## Vida após os concursos
Após coroar sua sucessora, ela se mudou para Bogotá onde iniciou carreira como modelo e atriz de telenovelas, tendo interpretado papéis como o de Adela Martelo em "Joe, La Leyenda", Clarisa Galván em "La Selección" e Evelti em "Los Morales". Também é atriz de Teatro e em 2018 participou do espetáculo Sabrosura.
Como atriz, foi indicada e recebeu diversos prêmios Índia Catalina.
Em 2011 foi considerada uma das " 50 mulheres mais sexies da Colômbia".
Em 2018 foi convidada para ser preparadora das finalistas do concurso Chica Bonita.
É casada desde 2011 com o também ator Jair Romero com quem tem dois filhos, Joshua e Jeyko.